# Pena extrajudicial
Se entiende por pena extrajudicial al castigo aplicado a un supuesto autor de algún delito, cuya investigación y tratamiento se lleva a cabo sin proceso legal o supervisión de una corte o tribunal a través de procedimientos legales.

## Motivos políticos
Los castigos extrajudiciales son a menudo una característica de regímenes donde existe represión política, pero se sabe que, aún las democracias autoproclamadas o reconocidas internacionalmente, han utilizado castigos extrajudiciales bajo ciertas circunstancias.
Aunque el uso legal de la pena de muerte está disminuyendo en todo el mundo en términos generales, los individuos o grupos que un gobierno considera amenazantes o simplemente "indeseables", pueden ser objeto de castigo por un régimen o sus representantes. Típicamente, tales acciones ocurren rápidamente, con las fuerzas de seguridad actuando en forma encubierta, y son realizadas de modo de evitar una protesta pública masiva y/o críticas internacionales que repercutirían negativamente en el estado. A veces, los asesinos son agentes fuera del gobierno. Las organizaciones criminales, como la Cosa Nostra, según los informes, han sido empleadas para tal fin.
Otra posibilidad es que las fuerzas de seguridad uniformadas apliquen castigos sobre una víctima, pero bajo circunstancias tales que simulen o bien una situación de defensa propia o bien un suicidio. Lo primero se puede lograr mediante la colocación de armas recientemente disparadas cerca del cuerpo, lo último mediante la creación de falsa evidencia que sugiera suicidio. En tales casos, puede ser difícil demostrar que los autores actuaron erróneamente. Debido a los peligros inherentes a la confrontación armada, incluso la policía o los soldados que indudablemente preferirían tomar a un enemigo con vida, pueden matar para protegerse a sí mismos o a civiles, y cruzar el límite cometiendo una ejecución extrajudicial.
La desaparición forzada ocurre cuando no reaparece con vida una persona que se presume ha sido objeto de ejecución extrajudicial. Su destino final es desconocido a partir de entonces o nunca plenamente confirmado.
El castigo extrajudicial puede ser planeado y llevado a cabo por un área particular de un Estado, sin informar a otras áreas o incluso sin haber recibido la orden de cometer tales actos. En ocasiones, otras áreas aprueban tácitamente el castigo, una vez cometido el hecho. En otros casos, pueden estar realmente en desacuerdo, dependiendo de las circunstancias, especialmente cuando también existen luchas políticas internas complejas al interior del aparato de formulación de políticas de un estado.
En tiempos de guerra, desastre natural, colapso social o en ausencia de un sistema de justicia criminal instituido, puede producirse un incremento de incidentes de castigo extrajudicial. En esas circunstancias, el personal policial o militar puede estar autorizado de modo extraoficial para castigar severamente a personas involucradas en saqueos, motines y otros actos violentos, en especial si se detecta que están en “delito flagrante”. Esta situación es corrupta en sí misma, provocando la muerte de personas meramente “incómodas”.

## Situación mundial

### En el pasado
La Troika del NKVD (Comisariado del Pueblo para Asuntos Internos) y el Concejo Especial del NKVD, son ejemplos de la historia de la Unión Soviética, donde el castigo extrajudicial por “motivos administrativos” formaba parte de las políticas de estado. Otras organizaciones de policía secreta del bloque soviético también han usados este método, por ejemplo Stasi en Alemania Oriental o Securitate en Rumania,
La mayoría de las dictadoras latinoamericanas de las décadas de los '70 y '80 has establecido la ejecución extrajudicial de sus enemigos. Uno de los ejemplos mejor conocidos es “Operación Cóndor”.

Países participantes de la Operación Cóndor

Se considera que el asesinato de Fred Hampton, líder del Partido Black Panther, fue una ejecución extrajudicial ordenada por el Gobierno de los Estados Unidos. Los EE. UU. han sido acusados de administrar un sistema de prisiones secretas, (o centros clandestinos de detención de la CIA, también llamados 'black sites'), instalado por la CIA y distribuido en varios países, especialmente en Egipto, para evadir la legislación de la jurisdicción de los Estados Unidos.
Existe evidencia que demostraría que las muertes de los líderes de la guerrilla de izquierda Fracción del Ejército Rojo Ulrike Meinhof, Andreas Baader, Gudrun Ensslin y Jan-Carl Raspe en Alemania Occidental fueron ejecuciones extrajudiciales por algunos movimientos alemanes de extrema izquierda; una teoría parcialmente basada en el testimonio de Irmgard Möller.
Durante la etapa del apartheid, las fuerzas de seguridad de Sudáfrica fueron acusadas de utilizar medios extrajudiciales para hacer frente a sus opositores políticos.
Luego de su liberación, Nelson Mandela se referiría a estos actos como una prueba de la “tercera fuerza” en Sudáfrica. Esto fue negado enfáticamente por la administración de F.W. de Klerk. Con posterioridad, la Comisión para la verdad y la reconciliación (Sudáfrica), liderada por el arzobispo Desmond Tutu encontraría que, tanto la agencia militar como la policial, (tales como la Civil Cooperation Bureau y Vlakplaas C10, basada en Vlakplaas), fueron culpables de graves violaciones de los derechos humanos. Esto llevó a que el Corte Penal Internacional declarara que el apartheid fue un crimen de lesa humanidad.

### En la actualidad
En la República Popular China, un sistema de detenciones administrativas llamado “Re-educación a través del trabajo” (“láodòng jiàoyǎng” 劳动教养, abreviado “láojiào” 劳教) es utilizado para detener a personas acusadas de crímenes menores tales como hurto, prostitución o tráfico de drogas ilegales, por períodos de hasta cuatro años. Las condenas son impuestas por la policía, sin pasar por el sistema judicial.
Durante muchos años y hasta el presente, la Fuerza Policial de Jamaica ha sido señalada por sus castigos extrajudiciales. 
Con 140 muertos a manos de las fuerzas policiales, sobre una población de 3 millones de personas, “la policía de Jamaica está entre las más mortales del mundo”.
Se ha discutido si el abuso político de la psiquiatría, (es decir, el uso de tratamientos psiquiátricos para reducir comportamientos no deseados en opositores), puede ser calificado de castigo extrajudicial, debido a la cantidad de efectos colaterales asociados a estos tratamientos.

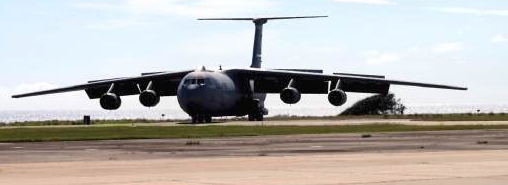
C-141 aterrizando en Guantánamo el 11 de enero de 2002, con los primeros 20 cautivos

Es ampliamente sabido que los Estados Unidos emplean tácticas extrajudiciales tales como la “rendición extraordinaria”; la expresión “tortura por procuración” es utilizada para describir situaciones en las cuales la CIA y otras agencias de EE. UU. han llevado a cabo las acciones de rendición extraordinaria sobre supuestos terroristas, mediante su traslado a países conocidos por practicar la tortura.
Se ha afirmado que la tortura fue aplicada con el conocimiento y conformidad de las agencias de Estados Unidos (el traslado de cualquier persona a cualquier lugar con el propósito de tortura, es una violación a las leyes de EE. UU.), no obstante Condoleezza Rice afirmó que: “los Estados Unidos no han transportado ni transportarán a nadie a un país dónde creamos que podría ser torturado”,
La CIA fue acusada de operar prisiones secretas conocidas como black sites. Se afirmaba que estos centros clandestinos de detención de la CIA estaban ubicados en varios países de todo el mundo, evadiendo de esta manera la legislación de Estados Unidos, por hallarse fuera de su jurisdicción. Estas sospechas resultaron ciertas tras las investigaciones del Senado de Estados Unidos y la publicación parcial de su informe final a finales de 2014.

## Grupos de Derechos Humanos
Muchas organizaciones dedicadas a promover los derechos humanos, tal como Amnistía Internacional, trabajan en campañas contra las penas extrajudiciales.